# テレフォンアポインター
テレフォンアポインターとは、主に通信販売や訪問販売において、個人や企業を対象として電話による営利目的の勧誘・注文受付など電話勧誘販売（テレマーケティング、テレマ）に従事する電話接客業務、またはそれに従事する人。テレホンアポインター、テレアポとも呼ぶ。
扱う商材は主に通信商材が多く、販売のみではなく買取サービスの案内を行う仕事も存在する。

## 業務
テレフォンアポインターの業務には、大きく分けて2種類ある。
名簿などのリストやパソコン等で事前に調べ上げたデータベースを元に、個人宅などに無作為に電話を掛け商品やサービスの案内を行い、最終的に契約してもらう事を目指すものを「アウトバウンド」と呼ぶ。アポイント取り（契約意志の確認や訪問日時の約束取り付け）のみで、契約は営業担当社員が行う企業もいくつか存在する。
テレビショッピングやカタログ販売などで番組や冊子を見て電話をかけてきた客に対し、商品の説明や質問への応答を行って、注文の受付までを行うものを「インバウンド」と呼ぶ。
いずれもコールセンターと呼ばれる部署に属し、他社商品の電話勧誘・受注業務を請け負うコールセンター専門の企業も存在する（コールセンターを参照）。但し、テレフォンアポインターは商品の販売や契約を目的とする業務を指し、故障や苦情といった商品購入後の顧客に対応する業務とは区別される。
テレフォンアポインター業務には資格は必要ないが、対面販売に比べて表情が伝わりにくいため声の抑揚による表現力や話し方の鍛錬をしたり客の質問にすぐ返答できる商品知識を要するので、業務に就く前にそれらを学習する期間を設け、複数のスタッフを統括管理し補助を行う「スーパーバイザー」という役職も置かれる。

## 厳しい仕事内容
ただ座って電話を掛けるだけで、マニュアルもあるので簡単と言われる場合が多いが、実際はかなり厳しい。何時間も話し続けなければならないので体力も著しく消耗し、また大抵の顧客はこういった電話を嫌うので、なかなか契約までこぎつける事は少ない。しかしそれでも厳しいノルマを課している企業が多く、顧客からは冷たく当たられ、上司からは叱責されるなど、かなり厳しくストレスの溜まる仕事である。ただ実際に契約を取れば契約件数に応じ、固定給とは別にインセンティブ（報奨金）が支給されるので、厳しい仕事ではあるがそれでも人気は高い。